# Château de Cramaille
Le château de Cramaille est une ancienne maison forte, du XIIIe siècle, remanié aux XIVe et XVIe siècles, qui se dresse sur la commune de Cramaille dans le département de l'Aisne en région Hauts-de-France.
Le château fait l'objet d'une inscription partielle au titre des monuments historiques par arrêté du 16 mai 1927. Seule la tour de l'ancienne enceinte est inscrite.

## Situation
Le château de Cramaille est situé dans le département français de l'Aisne sur la commune de Cramaille, dans le bourg, près de l'église.

## Historique
Une première maison forte est attestée entre 1249 et 1252 lors d'un hommage que fait Jean de Cramaille, seigneur, et qui la dit être composée d'un donjon et de quatre tours. Remaniée aux XIVe et XVIe siècles, elle est rasée à la Révolution.